# Lohéac
Lohéac ist eine französische Gemeinde mit 700 Einwohnern (Stand 1. Januar 2022) im Département Ille-et-Vilaine in der Region Bretagne; sie gehört zum Arrondissement Redon und zum Kanton Redon.

## Bevölkerungsentwicklung
| Jahr      | 1962 | 1968 | 1975 | 1982 | 1990 | 1999 | 2007 | 2017 |
| Einwohner | 400  | 404  | 406  | 449  | 508  | 603  | 683  | 649  |

## Circuit de Lohéac

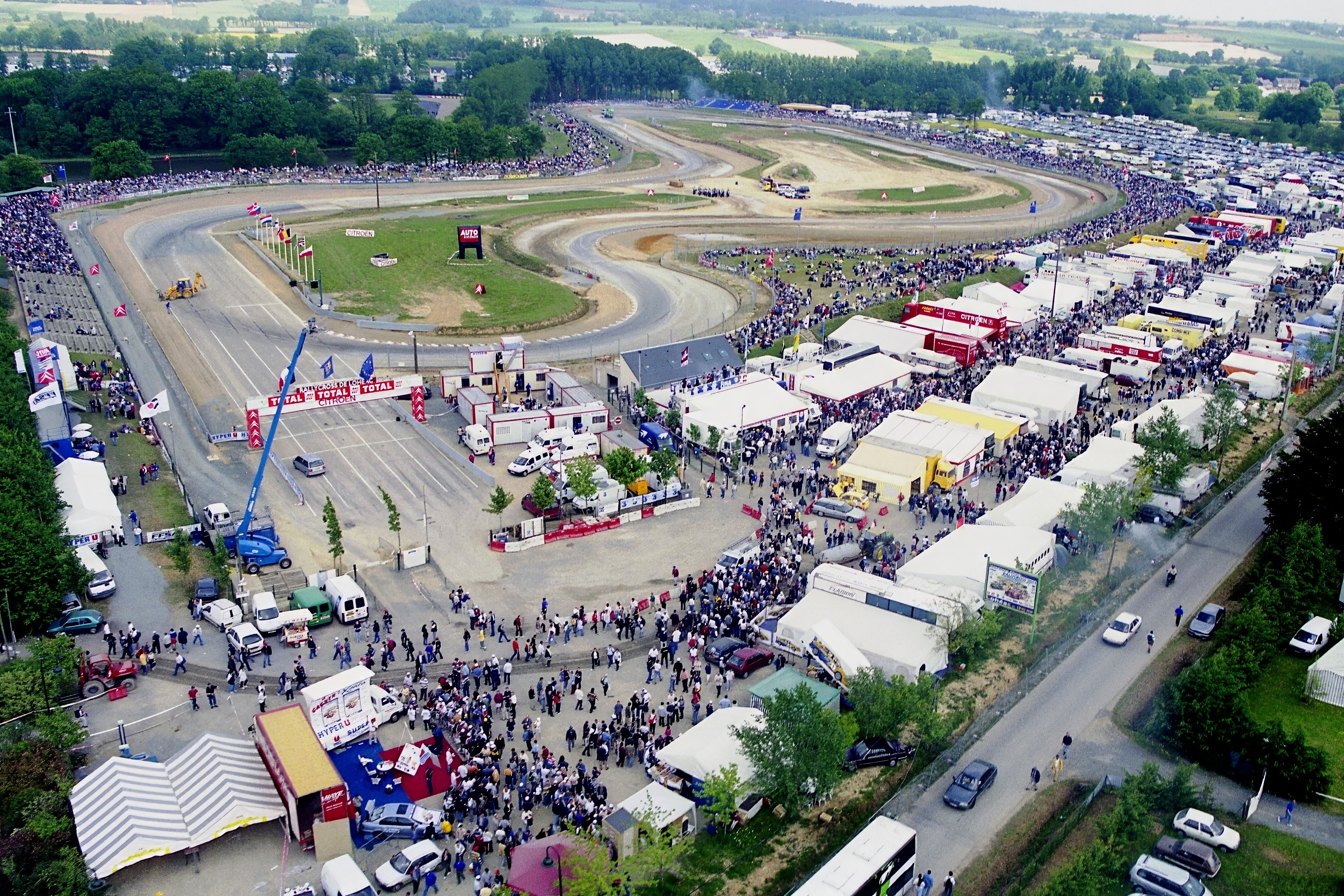
Der Circuit de Lohéac im Jahr 2001

Internationale Bekanntheit erlangte Lohéac besonders durch seine Rennstrecke Circuit de Lohéac, auf der zurzeit jährlich ein Lauf zur FIA Rallycross-Weltmeisterschaft ausgetragen wird. Für diese Veranstaltung wurden 2014 und 2015 jeweils über 70.000 Zuschauer (über die betreffenden Wochenenden hinweg) vermeldet. Auf einem temporären Rundkurs wurde am 5. September 1976 in Lohéac das erste Rallycross-Rennen Frankreichs ausgetragen, bevor von 1977 bis einschließlich 1985 die erste von zwei permanenten Rallycross-Strecken jährlich mindestens einen Lauf zur Französischen Rallycross-Meisterschaft erlebte. Darüber hinaus fanden in den Jahren 1978 und 1983 hier zwei Läufe zur Rallycross-Europameisterschaft statt. Am 6. September 1986 wurde die vorherige Rennbahn von der heutigen Anlage abgelöst, zu der auch das am Rande gelegene Automobil-Museum gehört. Dieser neue Circuit de Lohéac war unter anderem auch Schauplatz für die französischen Wertungsläufe der FIA Rallycross-EM-Serien der Jahre 1988, 1993, 2001 und 2013.

## Sehenswürdigkeiten
- Kirche Saint-André

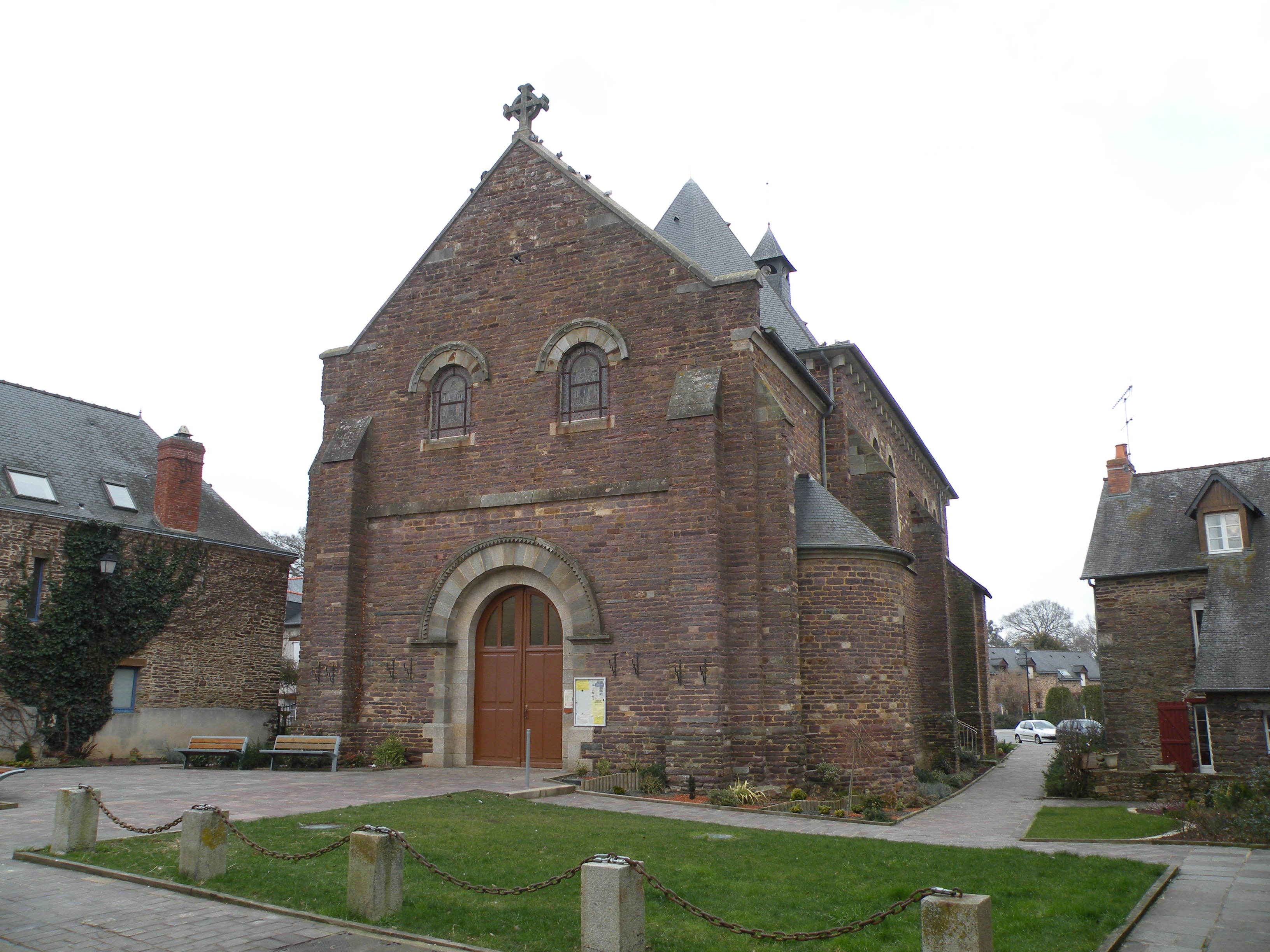
Kirche Saint-André in Lohéac

- Automobil-Museum Manoir de l’Automobile